# Cornelius (cantor)
Cornelius, nome artístico de Cornélio de Aguiar Neto (São Paulo, 24 de dezembro de 1947 – São Paulo, 18 de julho de 2013), foi um cantor brasileiro, mais conhecido como vocalista da banda de hard rock Made in Brazil nas décadas de 1960 e 1970. Com esta banda, gravou o primeiro LP do grupo, em 1974. Sempre teve o prestigio dos fãs por sua forte voz "rasgada", rouca e aguda que se tornou sua marca registrada, lhe rendendo o apelido de "Cornelius Lucifer". Suas apresentações e o estilo glam colocam Cornelius no posto dos grandes performers brasileiros.
Cornelius afastou-se do grupo em 1975 e lançou trabalhos solo, mesclando rock, soul, disco music e outras influências. 
Em 1976 lançou o LP Cornelius - Santa Fé, atualmente raríssimo, misturando rock e disco music. No final dos anos 70, durante o apogeu da discothèque, obteve grande sucesso no Brasil com a canção "Eu perdi o seu amor". 
Ao longo das décadas de 1980, 1990 e 2000, Cornelius voltou a cantar com o Made in Brazil em várias ocasiões.
Faleceu em 18 de julho de 2013 aos 65 anos, vítima de problemas respiratórios.

## Discografia

### Solo
Álbuns de Estúdio
- 1976 - Santa Fé (RCA Records)

Singles / EPs
- 1978 - Eu Perdi Seu Amor / Não Consigo Te Esquecer ‎(7"  - [Continental Records])
- 1978 - Perdi Seu Amor / Fugindo De Mim / Se Você Quiser Transar Comigo / Não Consigo Te esquecer ‎(7"  - [Continental Records])
- 1979 - Enquanto Houver Amor / Deixa ‎(7", Single - [Continental Records])

### Com aMade in Brazil
- 1974 - Made in Brazil
- 1985 - Deus Salva... O Rock Alivia (Faixa 10 - Kamikaze do Rock)